# Dörte Krüger (Biathletin)
Dörte Krüger (* 18. September 1959) ist eine frühere deutsche Crosslauf-Sommerbiathletin.
Dörte Krüger von der ASG Gotha nahm an den Sommerbiathlon-Weltmeisterschaften 2000 in Chanty-Mansijsk teil und erreichte dort die Plätze 15 in Sprint und Verfolgung sowie mit Claudia Welscher, Christiane Gredigk und Stefanie Glöckner Rang vier im Staffelrennen. National gewann sie 1999 und 2000 hinter Welscher mit dem Kleinkaliber-Gewehr die Vizemeistertitel in Sprint und Verfolgung. 2001 gewann sie hinter Monika Liedtke und Sandra Helmholz nochmals die Bronzemedaillen in Sprint und Verfolgung. Damit gewann sie bei allen drei Meisterschaften seit der Einführung 1999 in den jeweiligen Einzelrennen Medaillen.